# 임용훈
임용훈(Yong Hoon Lim, 1983년 9월 17일 ~ )는 대한민국의 드러머이다. Pearl Drum, 질전 심벌즈, Vic Firth, Roland 등의 공식 인터네셔널 아티스트로 활동 중이며 현재 서울신학대학교 실용음악과의 전임교수이자 프리그루브의 대표로 활동하고 있다. 한국인 최초로 보스턴의 Zildjian 본사에서 Vault Series를 촬영하였다.
인스타그램
유튜브

## 학력
동아방송예술대학 영상음악과 졸업
숭실대학교 글로벌미래교육원 음악계열 실용음악 보관됨 2021-03-02 - 웨이백 머신 졸업
중앙대학교 예술대학원 문화콘텐츠학과 석사 졸업

## 활동
[레코딩&라이브세션]

임용훈 솔로 1집 Dark&Light
임용훈 솔로 2집 New Way
포르테 디콰트로 앨범&전국투어
포레스텔라 앨범&전국투어
쌔씨봉(송창식,윤주,김세환)/손호영/JYJ(김재중)/KBS7080/이석훈/심수봉/서영은/예성/바비킴/김종서/나윤권/이재훈/M4/유리상자/TheRay/페퍼톤스/가리온/옹기장이 등

[강의&드럼클리닉]

현) 
서울신학대학교 실용음악과 전임교수
Free Groove Drum Academy 대표
2008~2023
동아방송,백석,중앙대,추계,연세,한양,국제,배재,청운대 겸임&시간강사 출강

2007~2019 (국내)
30여회 임용훈 단독 드럼 클리닉
2016~2019 (해외)
태국(방콕),베트남(하노이,호치민),중국(소주,제남,닝보,연태 등),싱가포르 단독 클리닉
2017 Gerald Heyward 클리닉 협연
2018 Robert Bubby Lewis 클리닉 협연
2019 싱가포르 국제 드럼대회 심사위원
2019 Zildjian Vault Series 한국인 최초 출연
2010 프랑스 Fetede la musique M6 LIVE 출연
2012 미국 MI(Musicians Institute)의 International scholarship 전세계 3인 선정

## 같이 보기
- Pearl
- Zildjian
- Vic Firth
- 코스모스악기